# Neda Božinović
Neda Božinović (Dubrovnik, 1917 - Belgrad, 2001) va ser una militant socialista, feminista i partisana de l'antiga República Federal Socialista de Iugoslàvia que dedicà els últims anys de la seva vida políticament activa a l'activisme antimilitarista contra la Guerra de Iugoslàvia i a la recerca històrica sobre el moviment feminista a Sèrbia, que culminà amb l'obra La situació de la dona a Sèrbia als segles XIX i XX.